# جوان دیدیون
جوان دیدیون (انگلیسی: Joan Didion؛ زادهٔ ۵ دسامبر ۱۹۳۴ – درگذشتهٔ ۲۳ دسامبر ۲۰۲۱) فیلم‌نامه‌نویس، رمان‌نویس، روزنامه‌نگار، نویسنده و مقاله‌نویس اهل ایالات متحده آمریکا بود.
وی در دهه ۱۹۶۰ به‌دنبال برنده شدن در یک مقاله با حمایت مالی وگ کار نویسندگی خود را آغاز کرد. جوان از دهه ۱۹۶۰ تا اواخر دهه ۱۹۷۰ با درگیر کردن خود با واقعیت‌های پادفرهنگ دهه ۱۹۶۰ در دهه شصت و سبک زندگی در هالیوود لس‌آنجلس پرداخت. نوشته‌های سیاسی وی غالباً بر روی شعارهای سیاسی و اجتماعی متمرکز بود. در ۱۹۹۱ او روایت‌های رایج پیرامون دادگاه پارک مرکزی ۵ را ریز علامت سؤال برد. جوان در ۲۰۰۵ برنده جایزه ملی کتاب برای داستان‌نویسی شد، وی همچنین نامزد نهایی جایزه نشان ملی هنر و جایزه پولیتزر به خاطر بیوگرافی / زندگی‌نامه برای تفکر جادویی سال شد. وی بعداً این کتاب را به صورت نمایشنامه درآورد که در ۲۰۰۷ در برادوی به نمایش درآمد. در ۲۰۱۷، دیدیون در مستند نتفلیکس به کارگردانی برادرزاده‌اش گریفین دان کارهایش را به تصویر کشید.

## زندگی‌نامه

### دوران جوانی و تحصیلات
دیدیون در ۵ دسامبر سال ۱۹۳۴در ساکرامنتو، کالیفرنیا متولد شد، پدرش فرانک ریس دیدیون و ادوئنه (نی جرت) بودند. دیدیون خاطراتش در زمینه علاقه به نویسندگی را از اوایل ۵ سالگی به یاد می‌آورد، گرچه می‌گوید تا قبل از انتشار اولین اثرش هرگز خودش را به عنوان نویسنده نمی‌دانست. وی در طفولیت به عنوان «کودکی خجالتی و کتابخوان» شناخته می‌شد اما موفق شد ضمن سخت‌گیری به خود با بازیگری و سخنرانی بر مشکلات روانی‌اش مانند اضطراب اجتماعی غلبه کند. او هرآنچه از دستش برای مطالعه برمی‌آمد را خواند. وی دوران نوجوانی خود را با خواندن آثار ارنست همینگوی گذراند تا بتواند دربارهٔ چگونگی کارکرد ساختار جمله بیشتر بیاموزد.
آموزش اولیه دیدیون به شکل سنتی نبود. او در کودکستان و سپس کلاس اول تحصیل کرد، اما از آنجا که پدرش در طول جنگ جهانی دوم در یکان سپاه هوایی ارتش خدمت می‌کرد، خانواده اش به‌طور دائم جابه‌جا می‌شدند، دیدیون به همین منظور به‌طور منظم به مدرسه نمی‌رفت. در سال ۱۹۴۳ یا اوایل ۱۹۴۴، خانواده اش به ساکرامنتو بازگشتند و پدرش برای مذاکره در مورد قراردادهای دفاعی جنگ جهانی دوم به دیترویت رفت. دیدون در خاطرات خود در سال ۲۰۰۳ تحت عنوان من از کجا بودم نوشت که این سیر زندگی باعث شد تا او اغلب احساس بیگانگی همیشگی پیدا کند.
در ۱۹۵۶، دیدیون از دانشگاه کالیفرنیا، برکلی موفق به کسب لیسانس هنر شد. وی در سالهای پایانی دانشگاه با نوشتن داستانی در مورد ویلیام ویلسون ووستر معمار سان فرانسیسکو موفق به کسب مقام اول در مسابقه مقاله شد، و با حمایت مالی مجله وگ جایزه پاریس به وی اهدا شد. وی پس از آن به عنوان دستیار تحقیق در مجله به کار مشغول شد.

### وگ (مجله)
دیدیون از ۱۹۵۶ تا ۱۹۶۴ در طول هفت سال کارش در مجله وگ راه خود را از آگهی نویسی تبلیغاتی به ویرایشگر ویژه تبدیل کرد. مجله مادموازل مقاله دیدیون را در ژانویه ۱۹۶۰ با عنوان «غول برکلی: دانشگاه کالیفرنیا»  منتشر کرد. زمانی که در وگ بود در دلتنگی دوری از کالیفرنیا اولین رمان خود را با نام دویدن و رود (۱۹۶۳) در مورد خانواده ساکرامنتو نوشت. نویسنده و دوست او جان گرگوری دان به او در ویرایش این کتاب کمک کرد.
دان برای مجله تایم می‌نوشت و برادر کوچکتر او یک نویسنده و تاجر بود و میزبان یک برنامه نمایش تلویزیونی که معمایی بود تحت عنوان دومینیک دان را برعهده داشت. دیدیون و دان در سال ۱۹۶۴ با یکدیگر ازدواج کردند و به لس آنجلس نقل مکان کردند و قصد داشتند به‌طور موقت در آنجا بمانند، اما ۲۰ سال دیگر در کالیفرنیا ماندند. آنها در مارس ۱۹۶۶ دختری را به فرزندی پذیرفتند و نام او را کوئینتانا رو دونه گذاشتند. این زن و شوهر تکالیف زیادی با با یکدیگر انجام دادند، «نرخ‌های پست [شب‌شنبه] این امکان را برایشان فراهم کرد که یک عمارت روبه‌پایین هالیوود اجاره کنند، یک کوروت استینگری موزی رنگ بخرند و یک بچه بزرگ کنند و خورد و خوراک خوبی داشته باشند».
دیدیون از ۱۹۶۳ تا ۱۹۷۱ در لس فلیز لس آنجلس زندگی کرد. پس از هشت سال زندگی در ملیبو، او و دان در پارک برنت‌وود، محله‌ای آرام، مرفه و مسکونی در لس آنجلس زندگی کردند.

### مرگ
دیدیون بر اثر عوارض بیماری پارکینسون در خانه خود در منهتن در ۲۳ دسامبر ۲۰۲۱ در ۸۷ سالگی درگذشت.

## سبک و مضامین نوشتاری
دیدیون ساختار جمله را برای نویسندگی ضروری می‌دانست. در مقاله نیویورک تایمز «چرا می‌نویسم» (۱۹۷۶)، دیدیون خاطرنشان کرد: «تغییر ساختار یک جمله، معنای آن جمله را تغییر می‌دهد، همان‌طور که موقعیت دوربین معنای آن را تغییر می‌دهد. سوژه عکس گرفته شده مهم است بنابر این چیدمانی که می‌خواهید مثلاً عکس بگیرید، می‌توانید آن را در تصویر ذهنتان پیدا کنید… تصویر به شما می‌گوید که چگونه کلمات را مرتب کنید و چینش کلمات به شما می‌گوید که در تصویر چه خبر است.»
دیدیون به شدت تحت تأثیر ارنست همینگوی قرار گرفت، سبک نگارش همینگوی به او اهمیت نحوه عملکرد جمله‌ها در متن را آموخت. کسانی دیگری که روی او تأثیر داشتند شامل هنری جیمز، که «جمله‌ها کامل، غیر مستقیم، پیچیده» را نوشت و جرج الیوت بودند.
دیدیون، ناظر روزنامه‌نگاران بود و معتقد بود که تفاوت بین روند داستانی و غیرداستانی کشف عنصری است که در داستان‌های غیرداستانی در حین تحقیق اتفاق می‌افتد و نه در حین نگارش.
تشریفات بخشی از فرایند خلاقانه دیدیون بود. در پایان روز، او برای اینکه خود را از «صفحات» حذف کند از نوشتن فاصله می‌گرفت، و می‌گفت که بدون فاصله گرفتن نمی‌توانست ویرایش‌های درستی انجام دهد. سپس روز را با حذف و ویرایش نثر و مرور کار در روز بعد به پایان می‌رساند. او در همان اتاقی که کتابش بود می‌خوابید و می‌گفت: «این یکی از دلایلی است که من برای تمام کردن کارهایم به خانه‌ام در ساکرامنتو می‌روم، زیرا تا وقتی دقیقاً در کنار آن هستید، کتاب شما را رها نمی‌کند.»
باربارا گریزوتی هریسون در مقاله‌ای بدنام در سال ۱۹۸۰، «جوان دیدیون: فقط قطع ارتباط»، دیدیون را یک «فرد زود رنج و عصبی» نامید که سبکش «کیفی از حقه‌ها» بود و «موضوعی که همیشه به خودش مرتبط بود». در ۲۰۱۱، مجله نیویورک گزارش داد که این انتقاد «هنوز باعث می‌شود که او را (دیدیون) چندین دهه بعد از درگذشت هک کنند».

## جوایز و افتخارات
- در ۱۹۸۱، جوان دیدیون برای آکادمی هنر و ادبیات آمریکا انتخاب شد.
- در ۱۹۹۶، مدال ادوارد مک داول به او اعطا شد.
- در ۲۰۰۲، وی جایزه ادبی سنت لوئیس را از همکاران کتابخانه دانشگاه سنت لوئیس دریافت کرد.
- دیدیون بخاطر نگارش تفکر جادویی در ۲۰۰۵ جایزه ملی کتاب غیر داستانی را دریافت کرد، کتابی که به‌طور گسترده‌ای شناخته شده است. مستند غم و اندوهی که او پس از مرگ ناگهانی شوهرش تجربه کرد، این کتاب را «شاهکار دو ژانر: روزنامه‌نگاری خاطره انگیز و تحقیقی» نامیدند.
- در ۲۰۰۶، وی جایزه صفحه طلایی آکادمی دستاورد آمریکایی را که توسط عضو شورای جوایز دادگستری آنتونی ام کندی ارائه شد دریافت کرد.
- در ۲۰۰۷، دیدیون مدال سالانه بنیاد ملی کتاب را برای کمک‌های برجسته به نامه‌های آمریکایی دریافت کرد. دربارهٔ نثر ادبی وی گفته‌شده: «بیش از چهل و پنج سال ناظر متبحر سیاست و فرهنگ آمریکا بوده است، ترکیبی متمایز از نثر اضافی، نثر زیبا و هوش سرشار او باعث شده است تا کتاب‌های دیدیون جایگاه خود را در ادبیات آمریکا و همچنین تحسین نسل‌های نویسندگان و روزنامه نگاران را دربرداشته باشد.» در ۲۰۰۷ دیدون همچنین برنده جایزه بارکی اولین از انجمن نویسندگان آمریکا را کسب کرد.
- در ۲۰۰۹، به دیدیون از دانشگاه هاروارد درجه دکترای افتخاری اعطا شد. دانشگاه ییل در ۲۰۱۱ دکترای افتخاری دیگری به وی اعطا کرد. در تاریخ ۳ ژوئیه ۲۰۱۳، کاخ سفید نیز وی را به عنوان یکی از دریافت کنندگان مدال ملی هنر معرفی کرد که توسط رئیس‌جمهور باراک اوباما به وی اهدا شد.

## آثار منتشر شده

### داستان
- دویدن، رود (۱۹۶۳)[۲۲]
- بازی روزگار (۱۹۷۰)[۲۲]
- کتاب دعای مشترک (۱۹۷۷)[۲۲]
- دموکراسی (۱۹۸۴)[۲۲]
- آخرین چیزی که او می‌خواست (۱۹۹۶)[۲۲]

### غیرداستانی
- خم شدن به سوی بیت‌لحم (۱۹۶۸)[۲۲]
- آلبوم سفید (۱۹۷۹)[۲۲]
- سالوادور (۱۹۸۳)[۲۲]
- میامی (۱۹۸۷)[۲۲]
- پس از هنری (۱۹۹۲)[۲۲]
- داستان‌های سیاسی (۲۰۰۱)[۲۲]
- از کجا بودم (۲۰۰۳)[۲۲]
- ایده‌های ثابت: آمریکا از ۹٫۱۱ (۲۰۰۳؛ پیشگفتار فرانک ریچ)[۲۲]
- ونتیج دیدیون (۲۰۰۴؛ گزیده‌هایی از آثار قبلی)[۲۳]
- سال تفکر جادویی (۲۰۰۵)[۲۲]
- ما به خودمان داستان‌هایی برای زندگی می‌گوییم: مجموعه ای غیرداستانی (۲۰۰۶؛ شامل هفت جلد اول غیرداستانی او)[۲۲]
- شب‌های آبی[۲۲](۲۰۱۱) ISBN 978-0-307-26767-2
- جنوب و غرب:[۲۲] از یک یادداشت (۲۰۱۷) ISBN 978-1-5247-3279-0
- بگذارید به شما بگویم منظورم چیست (۲۰۲۱)[۲۴]

### فیلمنامه و نمایشنامه
- وحشت در نیدل پارک (۱۹۷۱) (با جان گریگوری دان و بر اساس رمان جیمز میلز)[۲۵]
- همان‌طور که هست، آن را پخش کنید (۱۹۷۲) (با جان گریگوری دان و بر اساس رمان او)[۲۶]
- ستاره‌ای متولد شده است (۱۹۷۶) (با جان گریگوری دان)[۲۷]
- اعترافات واقعی (۱۹۸۱) (با جان گریگوری دان و بر اساس رمان او)[۲۸]
- از نزدیک و شخصی (۱۹۹۶) (با جان گریگوری دان)[۲۹]
- همان‌طور که اتفاق می‌افتد (۲۰۱۲) (با تاد فیلد)[۳۰]
- سال تفکر جادویی (۲۰۰۷) (نمایش صحنه ای بر اساس کتاب او)[۳۱]